# Alice Davenport
Alice Davenport (ur. 29 lutego 1864, zm. 24 czerwca 1936) – amerykańska aktorka.

## Filmografia
- 1914: Bójka na deszczu
- 1914: Charlie w teatrze
- 1914: Charlie kelnerem